# 과천 관악사지
과천 관악사지(果川 冠岳寺址)는 대한민국 경기도 과천시 중앙동에 있는 관악사 절터이다. 2003년 4월 21일 경기도의 기념물 제190호로 지정되었다.

## 개요
관악사 창건에 관해 연주암지에 '신라 문무왕 17년 의상조사가 의상대를 창건하는 동시에 관악사를 개산하다'라고 기록되어 있으며, 조선 태종 11년(1411) 양녕대군과 효령대군이 충령대군에게 세자 자리를 물려준 후 관악산에 올라 마음을 달랬다고 하는데, 효령대군은 이곳에서 2년간 수양을 하며, 관악사를 예전에 있던 터로부터 현 위치로 옮겨 지으면서 40칸의 가람을 건설하였다.
관악사지는 적어도 6개이상의 건물이 있었으나 이는 일시에 건립된것이 아니고 시기에 따라 일정한 가람을 건립하고 이것이 수해(산사태)에 의해 폐사되면 인근으로 옮기거나 혹은 그 자리에 대지를 조성하여 새로운 가람을 건립하여 명맥을 유지하여 오다가 18c에 폐사된 것으로 조사되었다. 사찰건물은 급경사 지역에 석축을 쌓아 평탄하게 만든 후 평탄지대를 따라 층계를 쌓듯이 축조하였는데 이는 지형을 최대한 이용하면서 인공적인 건물과 자연지형과 조화를 꾀하려는 전통적인 산지 가람의 배치방법을 충실히 따르고 있다.

## 참고 자료
- 과천관악사지 - 국가유산청 국가유산포털
- 과천관악사지 - 과천시 문화관광